# Динамика (музыка)
Дина́мика в музыке — совокупность понятий и нотных обозначений, связанных с оттенками громкости звучания.

## История
Указания на динамические нюансы одним из первых ввёл в музыкальную нотацию композитор эпохи Возрождения Джованни Габриели, однако до конца XVIII века подобные обозначения использовались композиторами редко. Бах использовал термины forte, piano, più piano и pianissimo (написанные словами), и можно считать, что обозначение ppp в тот период означало pianissimo.

## Обозначения

### Громкость (относительная)
Два базовых обозначения громкости в музыке:
- (фо́рте, итал. forte) — громко,
- (пиа́но, итал. piano) — тихо.

Умеренные степени громкости обозначаются следующим образом:
- (меццо-форте, итал. mezzo-forte) — умеренно громко,
- (меццо-пиано, итал. mezzo-piano) — умеренно тихо.

Кроме знаков f и p, есть также
- (форти́ссимо, итал. fortissimo) — очень громко,
- (пиани́ссимо, итал. pianissimo) — очень тихо.

Для указания ещё более крайних степеней громкости и тишины используются дополнительные буквы f и p. Так, довольно часто в музыкальной литературе встречаются обозначения fff и ppp. У них нет стандартных названий, обычно говорят «форте-фортиссимо» и «пиано-пианиссимо» или «три форте» и «три пиано».
В редких случаях при помощи дополнительных f и p указываются ещё более крайние степени силы звука. Так, П. И. Чайковский в своей Шестой симфонии использовал pppppp и ffff, а Д. Д. Шостакович в Четвёртой симфонии — fffff. Уникальный случай представляет собой Шестая соната для фортепиано Галины Уствольской. Композитор использовала обозначение ffffff (шесть форте), а также маркировку Espressivissimo («экспрессивнейше»).
Обозначения динамики носят относительный, а не абсолютный характер. Например, mp указывает не на точный уровень громкости, а на то, что играть этот отрывок следует несколько громче, чем p, и несколько тише, чем mf. У некоторых компьютерных программ записи звука существуют стандартные значения скорости нажатия клавиши, соответствующие тому или иному обозначению громкости, но, как правило, эти значения можно настраивать.
Ниже приводится таблица соответствия этих обозначений уровням громкости звука в фонах и сонах.
| Обозначение | Наименование                     | Уровень громкости, фон | Громкость, сон |
| ----------- | -------------------------------- | ---------------------- | -------------- |
| fff         | Форте-фортиссимо — крайне громко | 100                    | 88             |
| ff          | Фортиссимо — очень громко        | 90                     | 38             |
| f           | Форте — громко                   | 80                     | 17,1           |
| p           | Пиано — тихо                     | 50                     | 2,2            |
| pp          | Пианиссимо — очень тихо          | 40                     | 0,98           |
| ppp         | Пиано-пианиссимо — крайне тихо   | 30                     | 0,36           |

### Постепенные изменения
Для обозначения постепенного изменения громкости используются термины крещендо (итал. crescendo), обозначающий постепенное усиление звучания, и диминуэндо (итал. diminuendo), или декреще́ндо (decrescendo) — постепенное ослабление. В нотах они обозначаются сокращённо как cresc. и dim. (или decresc.). Для этих же целей используются особые знаки — «вилочки». Они представляют собой пары линий, соединённых с одной стороны и расходящихся с другой. Если линии слева направо расходятся (<), это означает усиление звука, если сходятся (>) — ослабление. Следующий фрагмент нотной записи указывает на умеренно громкое начало, затем усиление звука и потом его ослабление:
«Вилочки» обычно записываются под нотным станом, но иногда и над ним, особенно в вокальной музыке. Обычно ими обозначают кратковременные изменения громкости, а знаками cresc. и dim. — изменения на более долгом интервале времени. 
Обозначения cresc. и dim. могут сопровождаться дополнительными указаниями poco (рус. по́ко — немного), poco a poco (рус. поко а поко — мало-помалу), subito или sub. (рус. су́бито — внезапно) и т. п.

Сфорцандо

### Резкие изменения
Сфорца́ндо (итал. sforzando) или сфорца́то (sforzato) обозначает внезапный резкий акцент и обозначается sf или sfz. Внезапное усиление нескольких звуков или короткой фразы называется ринфорца́ндо (итал. rinforzando) и обозначается rinf., rf или rfz.
Обозначение fp (forte piano) означает «громко, затем сразу тихо»; sfp (sforzando piano) указывает на сфорцандо с последующим пиано. 

### Акцент
Акцент (итал. accento) — выделение отдельных тонов или аккордов посредством более сильного ударения. При письме обозначается знаком > над соответствующей нотой (аккордом) или под ней.

## Музыкальные термины, связанные с динамикой
- al niente — буквально «до ничего», до тишины
- calando — «понижаясь»; замедляясь и снижая громкость.
- crescendo — усиливая
- decrescendo или diminuendo — снижая громкость
- marcato — подчёркивая каждую ноту
- morendo — замирая (затихая и замедляя темп)
- perdendo или perdendosi — теряя силу, сникая
- più — более
- meno — менее
- poco — немного
- poco a poco — мало-помалу, постепенно
- sotto voce — вполголоса
- subito — внезапно